# Blasiaceae
Blasiaceae je porodica jetrenjarki koja čini samostalni red Blasiales u razredu Marchantiopsida. Sastoji se od najmanje dvije vrste unutar dva roda.. Rodu Blasiites pripada fosilna vrsta Blasiites lobatus (J.Walton) R.M.Schust..

## Rodovi i vrste
- Genus Blasia
  - Blasia pusilla L.
- Genus Cavicularia
  - Cavicularia densa Steph.